# Zoo de Nuremberg
El Zoo de Nuremberg (en alemany Tiergarten Nürnberg) és un zoo situat al Nürnberger Reichswald, al sud-est de Nuremberg (Alemanya). Amb una àrea de 67 hectàrees, el zoo manté unes 270 espècies animals. El zoo obrí les portes al públic l'11 de maig del 1912.